# Torsvik, Jönköpings kommun
Torsvik är ett industriområde som ligger mellan Taberg och Barnarp i Jönköpings kommun, vid motorvägen E4 cirka 10 kilometer söder om centralorten Jönköping. 
Utöver kraftvärmeverket som färdigställdes år 2006 är Torsvik mest känt för att vara ett av Sveriges logistikcentra. Förutom närheten till E4 finns tillgång till järnvägsnätet via ett industrispår från Vaggerydsbanan. Bland annat har Postnord, Bring, DHL, DB Schenker, Ikea, Elgiganten logistik- och distributionscentraler i området och Börjes Tankcenter ger möjlighet till drivmedel åt de olika åkerierna som trafikerar området.